# Martigna
Martigna là một xã trong vùng hành chính Franche-Comté, thuộc tỉnh Jura, quận Saint-Claude, tổng Moirans-en-Montagne. Tọa độ địa lý của xã là 46° 23' vĩ độ bắc, 05° 41' kinh độ đông. Martigna nằm trên độ cao trung bình là 659 mét trên mực nước biển, có điểm thấp nhất là 500 mét và điểm cao nhất là 778 mét. Xã có diện tích 8.75 km², dân số vào thời điểm 1999 là 193 người; mật độ dân số là 22 người/km².

## Thông tin nhân khẩu
| 1962 | 1968 | 1975 | 1982 | 1990 | 1999 |
| ---- | ---- | ---- | ---- | ---- | ---- |
| 152  | 153  | 159  | 153  | 164  | 193  |

## Địa điểm tham quan
Nhà thờ của Martigna được xây dựng từ thế kỉ thứ 15; có tháp chuông từ thế kỉ thứ 19.